# Haarsterne
Die Haarsterne (Comatulida), auch Federsterne genannt, sind eine Ordnung der Seelilien und Haarsterne (Crinoidea) und stellen mit etwa 550 Arten die meisten rezenten Arten der Klasse. Wie alle Stachelhäuter kommen Haarsterne ausschließlich im Meer vor. An der Westküste Afrikas und im östlichen Pazifik fehlen sie jedoch.

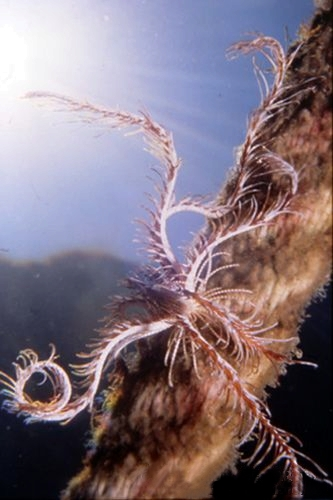
Mittelmeer-Haarstern (Antedon mediterranea)

## Merkmale
Im Unterschied zu den Seelilien sind die Haarsterne nur in ihrer Jugend, als Pentacrinus-Stadium gestielt. Ausgewachsene Haarsterne sind freibeweglich und können sich kriechend und laufend, einige Arten auch schwimmend fortbewegen. Trotzdem leben sie hemisessil und halten sich vor allem auf exponierten, erhöhten Standorten auf Steinen, Korallen oder Schwämmen auf.
Der Körper adulter Haarsterne lässt sich in einen kleinen, fast runden Rumpf, die Fangarme und die Cirren gliedern. Im Rumpf befinden sich die Eingeweide, auf der Rumpfoberseite der meist etwas exzentrisch zum Rand gelegene Mund und der Anus. An der Körperunterseite liegen die krallenartigen Cirren, die dem Festklammern und dem Laufen dienen. Sie sind gegliedert und stark beweglich. Die gegliederten Fangarme entspringen an den Rumpfseiten. Sie sind fast immer gegabelt und weisen häufig auch mehrere Verzweigungen auf. Sie sind zu beiden Seiten mit Fiedern (Pinnulae) besetzt. Die Fangarme dienen nicht nur dem Nahrungserwerb, in ihnen, genauer in speziellen Geschlechtsfiedern, sitzen auch die Geschlechtsorgane. Einigen Arten fehlen die Cirren. Bei ihnen übernehmen die verkürzten unteren Fangarme die Aufgabe des Festhaltens. Haarsterne sind meist sehr farbenprächtig.

## Lebensweise
Die meisten Haarsterne leben als Filtrierer und Suspensionsfresser in flachen Meereszonen mit starker Strömung. Wegen ihrer Zerbrechlichkeit vermeiden sie aber die Gezeitenzone. In der Tiefsee leben nur wenige Arten. Sie sind lichtscheu und verstecken sich während des Tages mit eingerollten Armen in Höhlen und schattigen Spalten. In der Dämmerung verlassen sie ihr Versteck, erklimmen eine erhöhte Position und breiten ihre Fangarme fächerförmig zum Planktonfang aus. Sie erbeuten Detritus, Kieselalgen, einzellige Algen, Kleinkrebse und andere winzige planktonische Organismen. Die Nachtaktivität der Haarsterne ist eine Anpassung an die Vertikalwanderung des Planktons, das zum großen Teil den Tag in tieferen Meeresschichten verbringt und in der Nacht zur Meeresoberfläche aufsteigt. Da Haarsterne vor allem aus ihrem Kalkskelett bestehen und nur wenig nahrhaft sind, haben sie kaum Feinde und werden nur von wenigen Fischen und einigen Langusten gefressen. Von Menschen gefangene farbenfrohe Haarsterne gelangen gelegentlich in den Aquarienhandel. Als Filtrierer können sie jedoch nicht lange am Leben gehalten werden und verhungern meist innerhalb eines halben Jahres.
Haarsterne werden von einer ganzen Reihe von Kommensalen und Parasiten bewohnt. Dazu zählen Myzostomiden, Borstenwürmer, Ruderfußkrebse und Garnelen. Diese Untermieter sind meist gut getarnt und weisen die Farbe ihres Wirtes auf. Sie ernähren sich vor allem von dem eingeschleimten Nahrungsbrei, den die Haarsterne auf ihren Armen in einer Rinne zum Mund führen. Weiterhin dienen sie verschiedenen Fischen, darunter junge Rotfeuerfische, als Versteck.

## Systematik

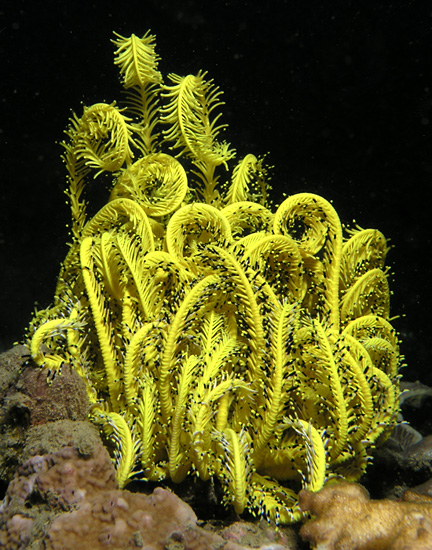
Edel-Haarstern (Comaster nobilis)

Die Haarsterne werden in zwei Unterordnungen, etwa 14 Familien und 90 Gattungen eingeteilt. Zusammen enthalten sie über 500 Arten.
- Haarsterne (Comatulida) A. H. Clark, 1908
  - Unterordnung Macrophreata A. H. Clark, 1909
    - Familie Antedonidae Norman, 1865
    - Familie Atelecrinidae
    - Familie Notocrinidae
    - Familie Pentametrocrinidae

  - Unterordnung Oligophreata A. H. Clark, 1909
    - Familie Calometridae
    - Familie Charitometridae
    - Familie Colobometridae
    - Familie Comasteridae Clark, 1908
    - Familie Eudiocrinidae
    - Familie Himerometridae
    - Familie Mariametridae
    - Familie Thalassometridae
    - Familie Tropiometridae
    - Familie Zygometridae